# 제11회 홍콩 영화 금상장
제11회 홍콩 영화 금상장의 시상식에 관한 내용이다.

## 수상 및 후보

### 작품상
- 파호 - 반문걸 수상
- 여락 - 유국창
- 종횡사해 - 오우삼
- 황비홍 - 서극
- 혼인물어 - 이지의

### 감독상
- 황비홍 - 서극 수상
- 종횡사해 - 오우삼
- 도학위룡 - 진가상
- 파호 - 반문걸
- 여락 - 유국창

### 각본상
- 파호 - 소약원 외 수상
- 혼인물어 - 이지의
- 쌍성고사 - 황빙야오
- 도학위룡 - 황빙야오
- 여락 - 진문강

### 남우주연상
- 쌍성고사 - 증지위 수상
- 파호 - 여량위
- 도학위룡 - 주성치
- 종횡사해 - 주윤발
- 여락 - 유덕화

### 여우주연상
- 혼인물어 - 엽동 수상
- 북경 예스 마담 2 - 정유령
- 하일군재래 - 매염방
- 현대애정고사 - 류자링
- 여룡공무 - 장민

### 남우조연상
- 여락 - 관해산 수상
- 도학위룡 - 오맹달
- 황비홍 - 장학우
- 오호장 - 탕진업
- 파호 - 정칙사

### 여우조연상
- 여룡공무 - 엽덕한 수상
- 하일군재래 - 오가려
- 여락 - 구숙정
- 파호 - 엽동
- 혼인물어 - 관지림

### 신인상
- 블랙 캣 - 양쟁 수상
- 권왕 - 여송현
- 권왕 - 진덕흥
- 예스 일족 - Sunny

### 촬영상
- 신조협려 - 포덕희 수상
- 하일군재래 - 황중표 외
- 패왕사갑 - 포덕희
- 황비홍 - 황악태
- 여락 - 이자형 외

### 편집상
- 황비홍 - 맥자선 수상
- 파호 - Hung Piu Poon
- 신조협려 - 해걸위
- 천녀유혼 3 - 도도도 - 맥자선
- 종횡사해 - 호대위

### 미술상
- 신조협려 - 해중문 수상
- 천녀유혼 3 - 도도도 - 장숙평
- 쌍성고사 - Ben Luk
- 황비홍 - 해중문
- 여락 - 막소기
- 하일군재래 - 마판차오

### 무술감독상
- 황비홍 - 유가영 외 수상
- 신조협려 - 원덕
- 용형호제 2 - 성가반
- 천녀유혼 3 - 도도도 - 정소동
- 감옥풍운 2 - 도범 - 임만화

### 영화음악상
- 황비홍 - 황점 수상
- 혼인물어 - 포이정
- 사사가가참기내 - Jonathan Li
- 하일군재래 - 진명도 외
- 패왕사갑 - 포이달
- 천녀유혼 3 - 도도도 - 황점

### 주제가상
- 쌍촉 - 매염방 수상
- 하일군재래 - 매염방
- 사사가가참기내 - 엽천문
- 여룡공무 - 광룡
- 지존무상 2 - 영패천하 - 유덕화